# Земљотрес у Гватемали 1976.
Земљотрес у Гватемали 1976. године десио се 4. фебруара у 03:01 по локалном времену са магнитудом од 7,5 степени. Епицентар је био на раседу Мотагва, око 160 km североисточно од Гватемала Ситија на дубини од 5 km у близини града Лос Аматес у округу Изабал.
Градови широм Гватемале су претрпели штету, а већина кућа од ћерпича у удаљеним областима Гватемала Ситија је уништено. Земљотрес је забележен у раним јутарњим сатима (3:01 ујутру, по локалном времену), док је већина људи спавала. То је допринело великом броју жртава од 22.870 људи. Око 76.504 других је повређено, а више стотина хиљада породица је остало без крова над главом. Неке од области су данима биле без струје и сигнала.
Након главног потреса, забележено је на хиљаде секундарних потреса, а неки од јачих су изазвали додатну штету и нове жртве.

## Сеизмолошки подаци
Епицентар земљотреса је био смештен у близини града Лос Аматес, у источном делу раседа Мотагва који прави тектонску границу између северноамеричке и карипске тектонске плоче. Подрхтавање тла је трајало око 39 секунди, и изазвало је видљиве пукотине у дужини од 230 km, док је укупна дужина дужина раседа – закључено на основу регистровања накнадних потреса – процењена на 300 km. Просечно хоризонтално померање дуж Мотагва раседа је 100 cm, са максималним померањем од 326 {cm}-.
Максимална сеизмичка активност (MM IX) забележена је у подручју Микско, неким деловима Гватемала Ситија и у Гуалану. Сеизмичка јачина MM VI покривала је површину од 33.000 km². Ликвефакција и пешчани одрони примећени су на неколико локација са високим сеизмичким интензитетом. Главни земљотрес је активирао секундарне раседне зоне, укључујући Микско расед, који се јавио у густо насељеном подручју северозападно од Гватемала Ситија.

## Жртве и начињена штета
Највише погођено подручје покрива око 30.000 km², са популацијом од 2,5 милиона становника. Око 23.000 људи је смртно настрадало, а повређено је 77.000 других. Око 258.000 кућа је уништено, остављајући око 1,2 милиона људи без крова над главом. 40% националне болничке инфраструктуре је уништено, док су остале здравствене институције претрпеле знатну штету.

## Међународна реакција
Одмах након земљотреса, тадашњи председник, Кјељ Еугенио Лаугеруд Гарсија, позвао је многе стране амбасадоре да обиђу угрожена подручја хеликоптером, што их је навело да затраже хитну помоћ од својих матичних земаља. На пример, Сједињене Америчке Државе су финансирале обнову већине путева, а Канађани и Белгијанци су обновили по једно село.

## Накнадни потреси
Неколико јаких потреса, у распону од 5.2 до 5.8 Mw, изазвало је додатне жртве и спречило покушаје спасавања преживелих.
| Датум       | Време      | Координате                              | Локација                                    | Дубина | Јачина |
| 04.02.1976. | 09.30.28.3 | 14° 42′ С; 90° 36′ З / 14.7° С; 90.6° З | 7 km ССИ од Микска                          | 5 km   | 5.8 Mw |
| 06.02.1976. | 04.11.03.3 | 14° 36′ С; 91° 06′ З / 14.6° С; 91.1° З | 6 km ЈЈИ од града Сан Лукас Толиман         | 5 km   | 4.8 Mw |
| 06.02.1976. | 18.11.59.2 | 14° 18′ С; 90° 12′ З / 14.3° С; 90.2° З | 11 km ИСИ од града Квилапа                  | 5 km   | 5.2 Mw |
| 06.02.1976. | 18.19.17.7 | 14° 42′ С; 90° 36′ З / 14.7° С; 90.6° З | 5 km ИСИ од града Сан Педро Сакатепекес     | 5 km   | 5.8 Mw |
| 08.02.1976. | 08.13.51.9 | 15° 42′ С; 88° 30′ З / 15.7° С; 88.5° З | 13 km ЈИ од града Пуерто Бариос             | 5 km   | 5.7 Mw |
| 09.02.1976. | 11.44.46.7 | 15° 18′ С; 89° 06′ З / 15.3° С; 89.1° З | 30 km ЈЗј од Моралеса                       | 5 km   | 5.1 Mw |
| 10.02.1976. | 06.17.43.0 | 15° 00′ С; 89° 42′ З / 15.0° С; 89.7° З | 18 km ЗЈЗ од Закапе                         | 5 km   | 4.7 Mw |
| 07.03.1976. | 02.54.05.4 | 14° 54′ С; 90° 54′ З / 14.9° С; 90.9° З | 14.5 km ЈЗ од Хојабаха                      | 5 km   | 4.8 Mw |
| 07.03.1976. | 03.15.40.3 | 14° 42′ С; 90° 30′ З / 14.7° С; 90.5° З | Ћинаутла (9 km северно од Гватемала Ситија) | 5 km   | 4.9 Mw |

## Галерија
- Хотел Терминал
- Клизиште у Гватемала Ситију
- Центар града

- Рушевине цркве Дружбе Исусове из 1896.
- Фасада језуитске цркве, основане обновљене у 21. веку. Уочљива су оштећења на грађевини настале током земљотреса 1976.
- Црква „Наша Госпа Кармен“ 1896.
- Иста црква током 2010.
- Архитектонски комплекс La Recolección током 1875. Једини преживели лук био је годинама симбол рушевина из Антигве Гватемале.
- Иста црква 2005. године. Земљотреси из 1917. и 1976. уништили су све што је остало од чувеног лука.

- Искривљена пруга у Гуалану
- Расед Монтагва у Гуалану
- Уништена област Пацисија